# San Pedro de Quemes
San Pedro de Quemes es una localidad y municipio de Bolivia en la provincia de Nor Lípez del departamento de Potosí. Se puede llegar a la localidad por medio de un camino no asfaltado, desde la ciudad de Uyuni (189 km). La sede del municipio se sitúa al suroeste del Salar de Uyuni, a 3.690 m s. n. m.

## Geografía
El municipio se ubica en la parte occidental de la provincia de Nor Lípez, al extremo oeste del departamento de Potosí. Limita al norte con los municipios de Llica y Tahua, de la provincia de Daniel Campos, al este y al sur con el municipio de Colcha K, y al oeste con la República de Chile.
El municipio cuenta con un terreno inclinado con pendientes poco pronunciadas, con ondulaciones sinuosas suaves y en su parte baja se torna casi llana.

## Clima
El clima de San Pedro de Quemes es árido frío (BWk), según la clasificación del clima de Köppen.

## Demografía
De acuerdo con el censo boliviano de 2024, la población del municipio de San Pedro de Quemes es de 1 603 habitantes.
La pequeña población del municipio casi se triplicó entre 1992 y 2024:
| Año  | Habitantes (municipio) | Fuente |
| ---- | ---------------------- | ------ |
| 1992 | 587                    | Censo  |
| 2001 | 815                    | Censo  |
| 2012 | 1 060                  | Censo  |
| 2024 | 1 603                  | Censo  |

## Actividades económicas
La principal actividad económica es la agricultura y la cría de camélidos (llamas).
Como actividad secundaria se ocupan del turismo, existen algunos albergues simples. 

## Viviendas
La calidad de las viviendas en San Pedro de Quemes es regular. La mayoría de sus casas están construidas de adobe y tienen una distribución de ambientes con regular funcionalidad, teniendo un patio en la parte central. 
El baño y cocina generalmente están fuera del módulo de la vivienda. Los materiales de construcción utilizados en las viviendas comunes, en orden de mayor utilización son: Cimientos y sobrecimientos son de piedra y barro, con un bajo porcentaje den hormigón ciclópeo y mampostería en seco, sus techos son de calamina y unos pocos de paja, tiene revoques interiores de tierra y en un bajo porcentaje de yeso, el revoque exterior con barro y cal/cemento.
En los hospedajes las construcciones son de piedra y/o ladrillo. Cubiertas de calamina y paja. Revoque interior con yeso y cemento. Revoque exterior con barro y cal/cemento.

## Atractivos turísticos
Los principales atractivos turísticos de la localidad y alrededores son:
- Pueblo Quemado: En 1879, en la guerra del Pacífico, los militares chilenos invadieron Bolivia, entrando por lo que hoy son los cantones Pajancha y Kana (ó Cana) del municipio de San Pedro de Quemes. Llegando al poblado de San Pedro los militares quemaron todas las casas haciendo que la población que sobrevivió a la tragedia se mudara a un rincón del municipio, en lo que hoy se llama Ikala (ó Icala). Después de varios años, por la falta de agua en Ikala, la población decidió volver al pueblo de San Pedro para reconstruir viviendas, en ese entonces decidieron cambiar el nombre del poblado al de San Pedro de Quemes, situado en la misma ladera que el pueblo antiguo.

- Ikala: El pueblo de Ikala actualmente se encuentra deshabitado. Aquí se refugiaron los sobrevivientes de la incursión de los militares chilenos en 1879. Actualmente se conserva en el pueblo de Ikala una iglesia. Ikala se sitúa a 7 km de San Pedro de Quemes.

- Kuntur Q'ichana: Es una quebrada en la cual se pueden realizar caminatas. El nombre, en quechua, nos indica que en el pasado había presencia de cóndores (vultur gryphus), pero actualmente (2010) es difícil su avistamiento. Kuntur Q'ichana se sitúa a 8 km de San Pedro de Quemes.

- Chulpas Tuk'uta: Las chulpas se localizan en la cima de un cerro que ofrece una vista panorámica del centro poblado de San Pedro de Quemes y sus tierras salinas. Las chulpas se encuentran en buen estado de conservación. Las chulpas están a 14.6 km de San Pedro de Quemes.

- Pinturas rupestres y petroglifos de Jawincha: Las pinturas rupestre de Jawincha (ó Jaguincha) se ubican en las paredes de una meseta cerca de la estancia delmismo nombre, a 22 km de San Pedro de Quemes. Las pinturas representan hombres y animales estilizados. Existen además, figuras grabadas en la roca, cuyo significado no ha sido descifrado todavía.

- Pinturas rupestres de Hunohuaic'o: Las pinturas rupestre de Hunohuaic'o se ubican en las paredes de una meseta cerca de la estancia del mismo nombre, a 22 km de San Pedro de Quemes. Las pinturas representan tres hombres estilizados de grandes dimensiones (1.40 m).

- Chulpas Plancita: Las chulpas Planchita son un conjunto de antiguas viviendas de piedra de pequeñas dimensiones, que tienen la caracterísrica de ser más bajas respecto al nivel del suelo. Se pueden observar pequeños corredores entre las casas. La altura en la que se encuentran las chulpas o fortín permite observar los alrededores del salar y otros cerros.

- Centro poblado Pelcoya: Se ubica a 40 km de San Pedro de Quemes. Es un típico pueblo de pequeñas dimensiones, localizado en la ladera de un cerro. Las casas son de adobe con techos de paja. La plaza conserva una tradicional iglesia en estilo colonial. La plaza está ornada con plantas de kiswaras.

- Cueva Santísima: Está ubicada en una quebrada en las proximidades del centro poblado Pelcoya. La quebrada presenta un pequeño río y sembrados en sus laderas. El nombre se debe a una pintura que se encuentra en una de las paredes de las laderas de la quebrada y representa una cruz y un cálice en colores respectivamente amarillo y rojo.

- Centro poblado Río Ladislao Cabrera: Cabrera es un pequeño centro poblado donde viven dos familias. próximo a las viviendas, donde hay también un alojamiento se encuentra un criadero de truchas. Se han encontrado en la zona diversos objetos líticos como flechas y cortadores. Se ubica a 33 km de San Pedro de Quemes.

- Rocas Soldados: El nombre se debe a la forma de las rocas de origen volcánico, que se encuentran en una vasta zona, todas en la misma posición. Se encuentra a 10.5 km de San Pedro de Quemes.

- Cuatro Lagunas: Cañapa, Hedionda, Honda, Ramaditas: Las cuatro lagunas del cantón Pelcoya presentan un espectacular paisaje enriquecido con una rica fauna presente en la zona. Entre otros se han observado flamencos, uno del género Phoenicopterus y dos del género Phoenicoparrus, suris (Pterocnemia pennata), varias especies de patos y zorros ( Pseudalopex culpaeus). Las lagunas se encuentran entre 4,118 y 4,142 m s. n. m. Para llegar se pasa por la Reserva nacional de fauna andina Eduardo Abaroa, las 4 lagunas distan aproximadamente 148 km desde San Pedro de Quemes.

- Volcán Irruputuncu: Es un volcán de la categoría "estratovolcánico", o sea compuesto por múltiples capas de lava endurecida, piroclasto y ceniza volcánica. Estos volcanes se caracterizan por un perfil escarpado y erupciones periódicas y explosivas. La lava que fluye de su interior es altamente viscosa, se enfría y se endurece antes de que pueda llegar lejos. La fuente de magma de esta montaña está clasificada como ácida, o alta en silicio, con presencia de riolita, dacita y andesita. Actualmente es un volcán activo. Presenta fumarolas con alto contenido de azufre, que se percibe por el fuerte olor que emana. Acceso: Partiendo de San Pedro de Quemes se recorre 54 km hasta el Hito 60. Desde el Hito 60 hasta el volcán son 20 km.

- Quebrada de Chigua y Chaca: Son dos mesetas de unos 35 m de altura sobre el terreno circundante. Lugar apropiado para caminatas, situado a 67 km de San Pedro de Quemes.

- Aguas termales del Volcán Olca: Las Aguas termales del Volcán Olca son grandes pozas de aguas calientes con aproximadamente 1 – 1.5 m de profundidad. Están ubicadas cerca del camino en una amplia planicie de pajonales y tierras salinas.

- Pocito caliente: Pocito caliente como lo dice el nombre es una poza de aguas calientes donde poder bañarse. Es una poza natural sin infraestructuras entre tholares[3]

- Centro poblado Pajancha: El centro poblado Pajancha es un pequeño pueblo que conserva casas y estructuras típicas (adobe y paja). Actualmente el fenómeno de la migración es muy fuerte pero algunas familias están trabajando para la revalorización del pueblo a través del turismo y los potenciales que existen en la zona como la cantidad de flora y fauna silvestre que circula en la zona tanto que quieren promover la realización de una zona de reserva natural.

- Aguas termales Empexa: Las aguas termales de Empexa forman parte de la categoría “Sitios Naturales, Aguas Subterráneas”. Son aguas termales con abundante agua caliente. La poza está ubicada en la quebrada del río, de manera que está protegida naturalmente. El sitio está totalmente aislado e inmerso en la naturaleza.